# Paris-Roubaix 1960
La 58e édition de la course cycliste Paris-Roubaix a eu lieu le 10 avril 1960 et a été remportée par le Belge Pino Cerami.

## Classement final
|    | Cycliste         | Pays        | Équipe                | Temps           |
| -- | ---------------- | ----------- | --------------------- | --------------- |
| 1  | Pino Cerami      | Belgique    | Peugeot-BP-Dunlop     | 6 h 01 min 45 s |
| 2  | Tino Sabbadini   | France      | Mercier-BP-Hutchinson | + 14 s          |
| 3  | Miquel Poblet    | Espagne     | Ignis                 | + 55 s          |
| 4  | Jean Forestier   | France      | Helyett-Leroux        | + 55 s          |
| 5  | Henri de Wolf    | Belgique    | Helyett-Leroux        | + 55 s          |
| 6  | Frans Aerenhouts | Belgique    | Mercier-BP-Hutchinson | + 55 s          |
| 7  | Gilbert Desmet   | Belgique    | Carpano               | + 55 s          |
| 8  | Jacques Anquetil | France      | Helyett-Leroux        | + 55 s          |
| 9  | Tom Simpson      | Royaume-Uni | Rapha-Gitane          | + 1 min 03 s    |
| 10 | Raymond Impanis  | Belgique    | Faema                 | + 1 min 11 s    |